# Erigone arcticola
Erigone arcticola – gatunek pająka z rodziny osnuwikowatych zamieszkującego północną Holarktykę.

## Habitat
Zamieszkuje kamieniste wybrzeża, piargi i kilka innych biotopów.

## Występowanie
Gatunek o zasięgu hipoarktycznym. Występuje od północno-zachodniej Rosji i Nowej Ziemi, przez północną Syberię i Półwysep Czukocki po Alaskę.